# Souvrství Lameta

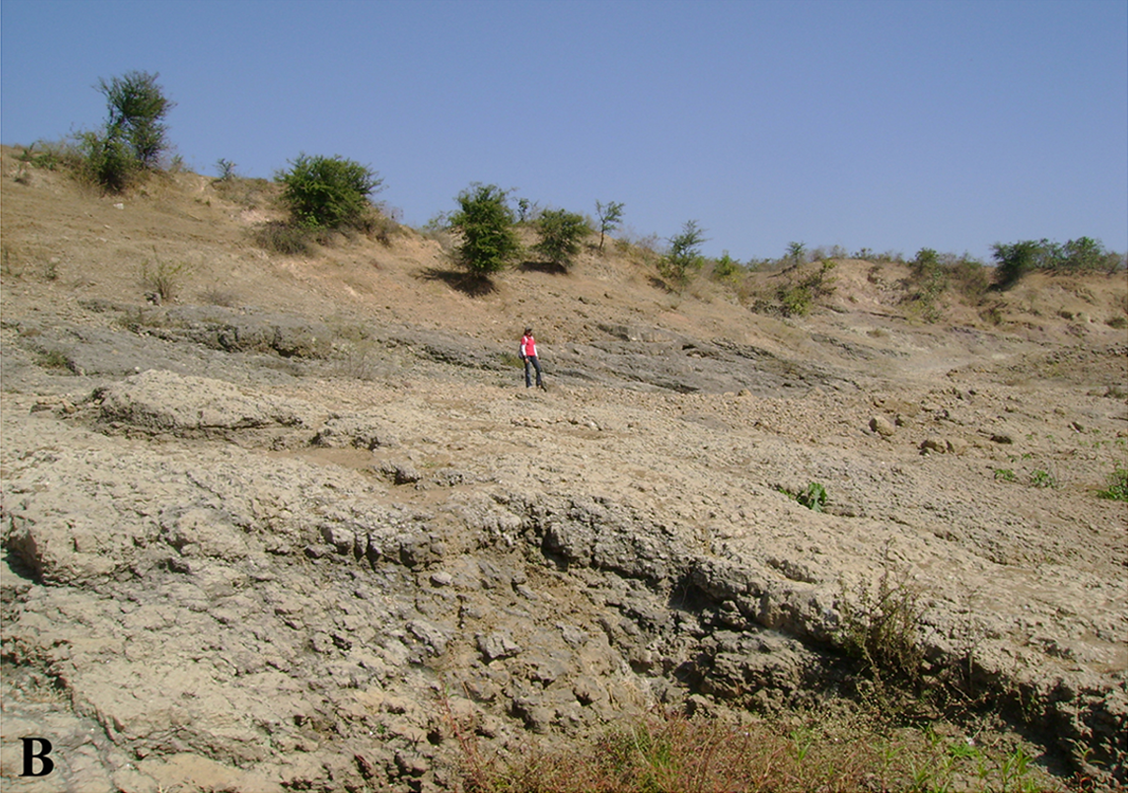
Souvrství Lameta - snímek sedimentárních výchozů.

Souvrství Lameta je jednou z nejznámějších paleontologických formací s množstvím významných lokalit z období pozdní křídy na území současné Indie. Sedimenty této formace mají stáří asi 70 až 66 milionů let (věk maastricht, nejpozdnější křída) a jejich mocnost činí obvykle 18 až 45 metrů. Rozkládají se na ploše kolem 5000 km² a navazují na výlevné sedimenty tzv. dekkánských trapů (mohutná vulkanická provincie). Vznikaly z větší části v říčním a jezerním prostředí. V době vzniku hornin tohoto souvrství zde panovalo horké a tropické až sušší, spíše semiaridní prostředí.
Většinou jsou tyto vrstvy tvořeny pískovci, prachovci a jílovci, v menší míře pak i slepenci. Rozkládají se na části území třech indických států Madhjapradéš, Gudžarát a Maháráštra. Díky rozloze a relativní dostupnosti těchto sedimentů patří souvrství Lameta k nejbohatším pozdně křídovým formacím v Indii i celé Asii.

## Význam
Nejvýznamnějšími objevy jsou nálezy fosilií pozdně křídových dinosaurů, jako je abelisauridní teropod Rajasaurus narmadensis nebo titanosaurinní sauropod Isisaurus colberti. Objeveny zde byly například také fosilie hadů (druh Sanajeh indicus, odkrytý přímo v někdejším hnízdě sauropodních dinosaurů) a želv (druh Jainemys pisdurensis).
Většina nálezů je nicméně složena z velmi fragmentárních a neúplných fosilií, často jen úlomků kostí (zejména obratlů). Mnoho dinosauřích taxonů je proto považováno za pochybná jména (nomina dubia).

## Dinosauři popsaní ze souvrství Lameta
- Indosaurus matleyi

- Brachypodosaurus gravis

- Coeluroides largus

- Dryptosauroides grandis

- Indosuchus raptorius

- Isisaurus colberti

- Jainosaurus septentrionalis

- Jubbulpuria tenuis

- Lametasaurus indicus

- Laevisuchus indicus

- Ornithomimoides barasimlensis (a O. mobilis)

- Orthogoniosaurus matleyi

- Rahiolisaurus gujaratensis

- Rajasaurus narmadensis

- Titanosaurus blanfordi (a T. indicus)